# クーパー・フラッグ
クーパー・フラッグ（Cooper Flagg, 2006年12月21日 - ）は、アメリカ合衆国メイン州ニューポート出身のバスケットボール選手。ポジションはスモールフォワード。

## 経歴

### ハイスクール
ノコミス・リージョナル高等学校では1年目のシーズンに平均20.5得点・10.0リバウンド・6.2アシスト・3.7ブロック・3.7スティールを記録。州大会決勝でも22得点・16リバウンドを記録し、勝利に貢献した。
2年目のシーズン開幕前にモントバード・アカデミーへ転校した。開幕前にはAAUの試合でもプレーした。フープホール・クラシックの試合では21得点・5リバウンド・3アシスト・5スティールを記録してMVPを受賞した。また、ネイスミス・プレップ最優秀選手賞の投票では2位だった。シーズン終了後に学年変更し、卒業を1年早めた。
高校最後となる2023-24シーズンは平均16.4得点・7.5リバウンド・3.8ブロック・2.7スティールを記録。マクドナルド・オール・アメリカンに選出され、ゲータレード年間最優秀選手賞、ミスター・バスケットボールUSAなどを受賞した。また、チームはシーズンを34勝0敗で終え、全米大会で優勝した。

### リクルート
高校1年目のシーズン終了後、所属する2025年クラスの中で3位の評価を受けた。また、13歳の時点で既にNCAAディビジョンIのブライアント大学からオファーを受けていた。2023年8月に学年変更し、卒業を1年早めた。その後、10月30日にデューク大学へのコミットを発表。当初は27日に発表予定だったが、25日に故郷のメイン州でルイストン銃乱射事件が起こったことに配慮し、延期していた。最終的にESPNなどの主要3サイトにおいて世代別ランキングで1位となった。
| 氏名 | 出身                                                                                | 高校 / 大学              | 身長               | 体重           | コミット日     |
| --- | ----------------------------------------------------------------------------------- | ------------------------ | ------------------ | -------------- | -------------- |
| クーパー・フラッグ SF | ニューポート                                                                        | モントバード・アカデミー | 6 ft 8 in (2.03 m) | 200 lb (91 kg) | 2023年10月30日 |
| クーパー・フラッグ SF | リクルート スターレーティング: Scout: N/A Rivals: 247Sports: ESPN: ESPNグレード: 97 |                          |                    |                |                |
| 全リクルート順位: Rivals: 1 247Sports: 1 ESPN: 1 |                                                                                     |                          |                    |                |                |
| - 注意: 多くの場合、Scout、Rivals、247Sports、ESPNの間で身長、体重が一致しない可能性がある。 - これらの場合、平均をとっている。ESPNグレードは100ポイントスケールに基づいている。 出典: - “Duke 2024 Basketball Commitments”. Rivals.com. 2025年3月23日閲覧。 - “2024 Duke Blue Devils Recruiting Class”. ESPN.com. 2025年3月23日閲覧。 - “2024 Team Ranking”. Rivals.com. 2025年3月23日閲覧。 |                                                                                     |                          |                    |                |                |

### カレッジ
2024-25シーズン、メイン大学との開幕戦で初出場し、18得点、7リバウンド、5アシスト、3スティールを記録。試合は96-92で勝利した。2025年1月12日のノートルダム大学戦では42得点、6リバウンド、7アシストを記録。42得点はデューク大学と、同大学が所属するACCの新入生最多得点記録だった。2月17日、ACCでは25年ぶりとなる、シーズン500得点以上、100アシスト以上、30ブロック以上を同時に記録した選手となった。チームはレギュラーシーズンを32勝3敗（うちACCでは19勝1敗で1位）で終え、フラッグはACCの最優秀選手賞、新人王を同時受賞した。ACCにおける最優秀選手賞と新人王の同時受賞はザイオン・ウィリアムソン、マービン・バグリー3世、ジャーリール・オカフォーに次ぐ史上4人目だった。

#### 2025~2026シーズン
2025年ドラフト、ダラス・マーベリックスに全体1位指名されることになる。背番号32番を着用する。レブロン・ジェームズに次ぐ史上2番目の最年少ドラフト1位となる。

## 代表歴
2022年に開催されたFIBA U17バスケットボール・ワールドカップのアメリカ代表に選出された。この大会では平均9.3得点・10リバウンド・2.9ブロック・2.4スティールを記録してオールトーナメントチームに選出され、スペインとの決勝では10得点・17リバウンドを記録して勝利に貢献した。この活躍により、USAバスケットボール男子最優秀アスリート賞を史上最年少で受賞した。
2024年夏、パリオリンピックに出場するアメリカ合衆国代表の練習相手「セレクトチーム」に高校生ながら選出された。

## 個人成績

### カレッジ
| シーズン | チーム   | GP | GS | MPG  | FG%  | 3P%  | FT%  | RPG | APG | SPG | BPG | PPG  |
| -------- | -------- | -- | -- | ---- | ---- | ---- | ---- | --- | --- | --- | --- | ---- |
| 2024–25  | デューク | 37 | 37 | 30.7 | .481 | .385 | .840 | 7.5 | 4.2 | 1.4 | 1.4 | 19.2 |

## 人物
母のケリーは元バスケットボール選手で、メイン大学でキャプテンを務めていた。双子の兄弟のエースもバスケットボール選手で、高校時代までチームメイトだった。
大学進学前にニューバランスとシューズ契約を結んだ。ニューバランスの工場が故郷であるメイン州ニューポートの近郊に位置するなどの地理的要素が契約の要因となった。また、ゲータレードともスポンサー契約を結んでいる。